# 七桥瓮
七桥瓮位于中国江苏省南京市光华门外的秦淮区红花街道七桥村，是一座东西向跨秦淮河的明代古桥，处于通济门外九龙桥上游约4千米处。七桥瓮是明代正统五年（1440年）建成的7孔不等跨半圆石拱桥，因靠近南京外城上方门，初名上方桥。清代时，因桥拱也被称作“桥瓮”，该桥又名七瓮桥、七桥瓮。七桥瓮是南京现存体量最大的古桥，1982年被列为第三批江苏省文物保护单位，2013年被列为第七批全国重点文物保护单位。

## 形制
现存的七桥瓮基本保持了明代原貌，桥墩、桥瓮和兽头等都是原物。桥长89.60米，净宽13米，桥中部最高处高25米。正中的桥瓮最大，跨12米，两侧刻“上方桥”，其余靠近河岸的桥瓮依次缩小，桥两头的桥瓮净跨7米。桥瓮部分用240块条石以并列法砌成，每块条石略带弧度，长1.15米、宽0.5米、厚0.25米，相邻桥瓮相差48块条石。桥瓮上方桥耳两侧各有16只精雕螭首兽头，每只约0.44米见方。七桥瓮有桥墩6个，用高0.30米、宽0.45米的长短不一的块石砌成。为减弱水流冲击，桥墩设计成梭形，最宽处2.5米，桥墩两侧的分水尖石向外凸出约3米，分水尖石上有巨型石雕披鳞甲人面分水兽，兽头高高昂起，超出常年洪水水位，起标明水位和警示桥墩位置的作用。桥身用花岗岩、石灰岩掺合灰浆、秫米、桐油砌成，坚固壮观，是中国古代拱桥中的杰作之一。

## 维修保护

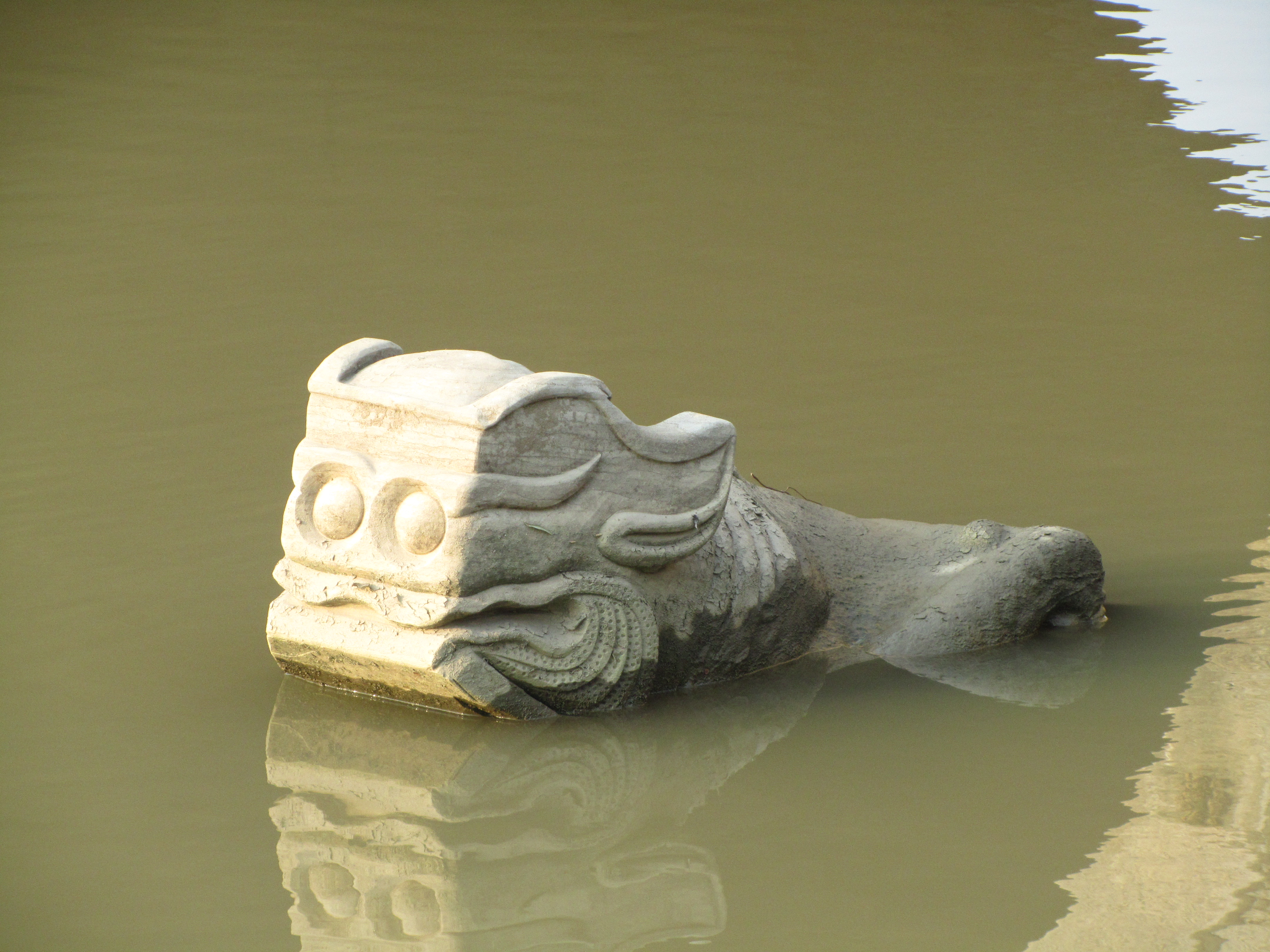
七桥瓮分水兽，2012年1月

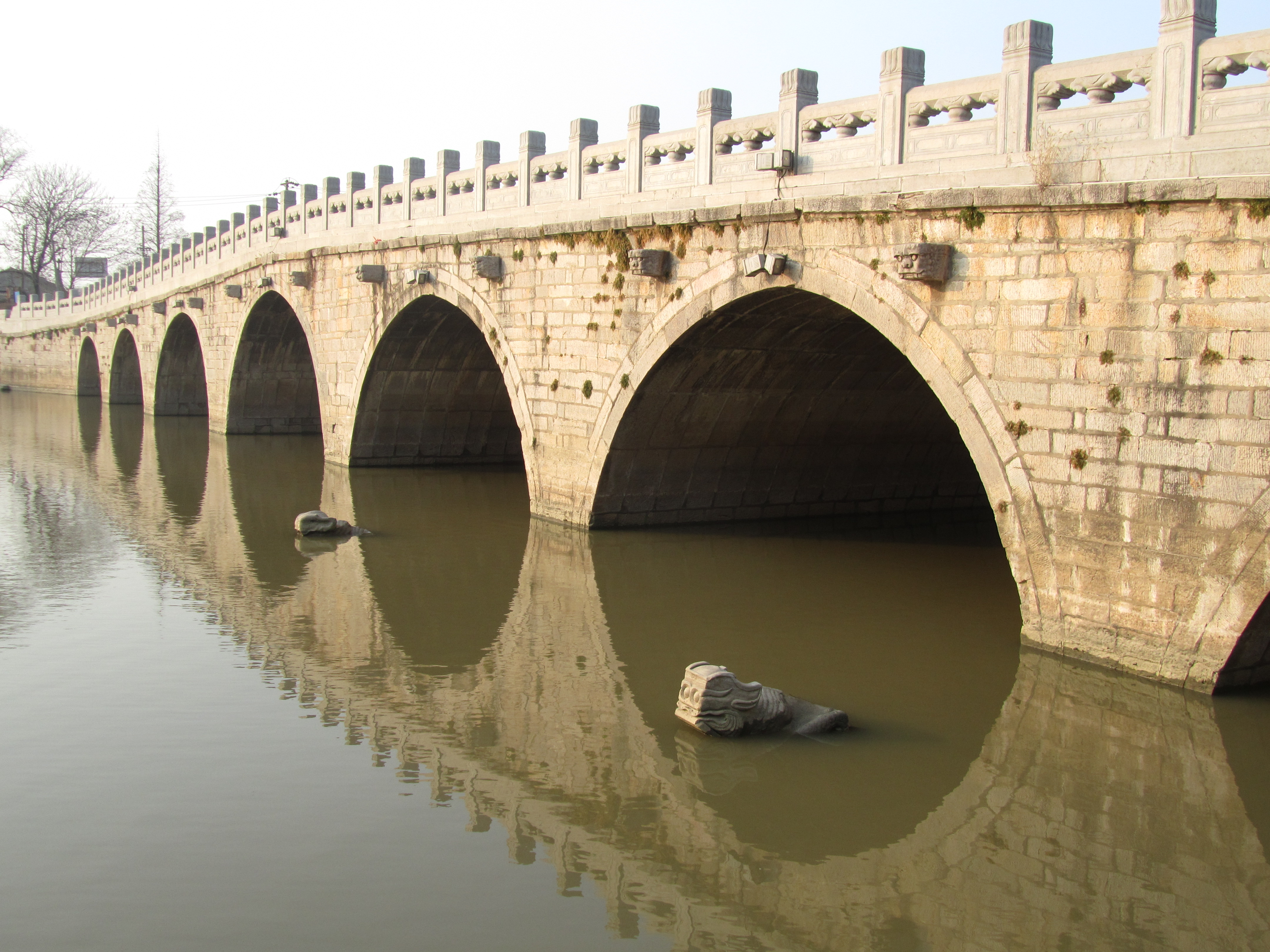
七桥瓮，2012年1月

七桥瓮中瓮石刻记载了历代对该桥的修理情况，有“清顺治六年重修”、“上元县知县陈祖道重修”、“南京马路工程处重修”等字样。中华人民共和国建国后，南京市人民政府1956年对桥身两侧和瓮壁进行了维修并修补了分水兽头，1964年建砖砌水泥桥栏，1974年铺沥青桥面。至2008年，七桥瓮螭首缺2只、存30只，分水兽缺2只、存2只，中瓮因遭船只撞击，主拱圈损坏严重。当年10月26日南京市人民政府对桥进行了全面修缮，工程由东南大学建筑设计研究院设计，江苏省古典建筑园林建设公司施工，2009年4月20日竣工。这次修复工程更换了石质桥栏，重铺石质桥面，在七座拱券上增设内置钢筋混凝土持力层，以代替拱券承担过往车辆的压力。另外用青石仿制，补上了缺失的螭首和分水兽。但有意见认为这次修缮适得其反，是对古桥的"破坏性保护"。现在，七桥瓮是七桥瓮湿地公园的一部分。

## 有关历史
七桥瓮是沟通南京城南郊秦淮河两岸的要道，历史上是兵家必争之地。桥西南为大校场，明代驻羽林左卫，清代也有驻军。太平天国在七桥瓮附近构筑8座军事堡垒，与清军多次在此激战。1911年辛亥革命时，江浙联军在这里的南京之战中大败清军。